# Stenandriopsis
Stenandriopsis biljni rod iz porodice Acanthaceae. Postoji 20 vrsta koje rastu po tropskoj Africi i Madagaskaru.

## Etimologija
Ime Stenandriopsis izvedeno je iz dva grčka izraza: "stenos", što znači uzak, i "antrion", što se prevodi kao "prašnik". Ove reference ističu specifične karakteristike reproduktivnih struktura biljke i nagovještavaju delikatnu prirodu njezina razvoja. Sufiks "opsis" obično se koristi u botaničkoj nomenklaturi za označavanje srodstva ili sličnosti, čime se naglašavaju njegove jedinstvene osobine među srodnicima. 

## Opis
Rod je opisan u Journal of Botany, British and Foreign 44: 153, t. 478B. 1906. Tipična vrsta je madagaskarski endem Stenandriopsis thompsonii. Dvije vrste su ugrožene, S. amoena i S. thomensis.

### Fizičke karakteristike
Biljke iz roda Stenandriopsis obično karakteriziraju njihove drvenaste stabljike i zeleno lišće. Njihova veličina varira od malih grmova do srednje velikih stabala, ovisno o vrsti. Listovi su pretežno jednostavni i mogu varirati u obliku od eliptičnog do lancetastog. Njihove površine mogu izgledati sjajno ili imati mat završni sloj, često s nazubljenim rubovima koji pružaju upečatljivu vizualnu privlačnost.

## Prepoznatljive osobine
Jedan od najprivlačnijih aspekata Stenandriopsisa je njihova jedinstvena struktura cvijeta. Cvjetovi su obično cjevasti, s bojama od bijele do blijedožute i boje lavande, što ih čini posebno privlačnim za oprašivače. Evo nekih ključnih prepoznatljivih osobina:
- Struktura lista: Jednostavna, s istaknutim žilama i mješavinom zaobljenih ili šiljastih vrhova.
- Oblik cvijeta: Cjevast, često s pet režnjeva, privlači razne oprašivače.
- Oblik rasta: varira od grma do malog stabla, prilagođavajući se okolišu.[2]

### Ekološki značaj
Stenandriopsis igra vitalnu ulogu u svom staništu, služeći kao izvor hrane za razne leptire, pčele i ptice. Cvjetovi privlače ove oprašivače svojim zamamnim bojama i mirisima, olakšavajući zamršeni proces oprašivanja vitalan za reprodukciju mnogih okolnih biljnih vrsta. Osim toga, njihov korijenski sustav doprinosi stabilnosti tla, pomažući u sprječavanju erozije u njihovim prirodnim staništima.

### Preferirana klima i tlo
Ove biljke obično uspijevaju u vlažnim, tropskim okruženjima, gdje pada kiša u izobilju. Stenandriopsis preferira dobro drenirajuća tla bogata organskom tvari, koja se često nalaze u staništima prašuma. Najbolje rastu u blago kiselim do neutralnim pH razinama tla, što njihove ekološke niše čini ključnima za održavanje cjelokupnog zdravlja ekosustava.

### Rast i razmnožavanje
Članovi roda Stenandriopsis prvenstveno se razmnožavaju sjemenom, iako se neke vrste mogu razmnožavati i vegetativno. Sezona cvatnje može varirati ovisno o zemljopisnom položaju, a cvjetanje se često podudara s kišnom sezonom, što povećava šanse za uspješno oprašivanje. Nakon oprašivanja, razvoj sjemena može potrajati nekoliko mjeseci, što često dovodi do živopisnog ploda koji privlači divlje životinje, što pomaže u širenju sjemena.

### Staništa i rasprostranjenost
Jedna od zadivljujućih značajki Stenandriopsis je njegova ograničena distribucija. Ove biljke prvenstveno se nalaze u tropskim regijama. Često nastanjuju prašume i zasjenjene rubove šuma, igrajući ključnu ulogu u ovim bujnim ekosustavima.

## Vrste
1. Stenandriopsis afromontana (Mildbr.) Benoist
2. Stenandriopsis amoena Benoist
3. Stenandriopsis boivinii (S.Moore) Benoist
4. Stenandriopsis buntingii (S.Moore) Heine
5. Stenandriopsis carduacea Benoist
6. Stenandriopsis decaryi (Benoist) T.F.Daniel, McDade & Kiel
7. Stenandriopsis gabonica (Benoist) Heine
8. Stenandriopsis gossypina (Benoist) T.F.Daniel, McDade & Kiel
9. Stenandriopsis grandiflora (Vollesen) T.F.Daniel, McDade & Kiel
10. Stenandriopsis guineensis (Nees) Benoist
11. Stenandriopsis humilis Benoist
12. Stenandriopsis leptostachys Benoist
13. Stenandriopsis pauciflora (Vollesen) T.F.Daniel, McDade & Kiel
14. Stenandriopsis perrieri Benoist
15. Stenandriopsis pungens (Benoist) T.F.Daniel, McDade & Kiel
16. Stenandriopsis subdentata Benoist
17. Stenandriopsis talbotii (S.Moore) Heine
18. Stenandriopsis thomensis (Milne-Redh.) Heine
19. Stenandriopsis thompsonii S.Moore
20. Stenandriopsis warneckei (S.Moore) Napper

## Sinonimi
- Achyrocalyx Benoist; Bull. Soc. Bot. France 76: 1036 (1929 publ. 1930)

## Vanjske poveznice
- GBIF, Stenandriopsis S.Moore
- Tropicos, Stenandriopsis S.Moore